# Проспект Чехова (Ростов-на-Дону)
Проспект Чехова (рос. Проспект Чехова)  — проспект у Кіровському районі Ростові-на-Дону.

## Історія
Проспект Чехова мав називу до 1917 року Малим проспектом. Чеховським в Ростові-на-Дону у 1912 році був названий провулок, тепер також носить назву Малий, розташований від Великого проспекту до Казанського провулка (нині Ворошиловський проспект і Газетний провулок) завдовжки всього в один квартал.
Проспект Чехова з'явився в другій половині XIX століття — значно пізніше скасування фортеці Святителя Дмитра Ростовського. Тут згідно з картами проходила раніше західна межа укріплення. На дореволюційному плані проспект прямує від Дону до Скобелевської (нині Червоноармійської) вулиці, далі — через пустир що існував тоді з Сінним базаром — до Гімназійної (зараз вулиця імені Грецького Міста Волос), далі був цвинтарі, а за ним — іподром.
По забудові — це звичайна міська вулиця. В обивательських будинках знімали квартири лікарі, приватні повірені, техніки. Незабаром збудував великий триповерховий особняк на проспекті фабрикант, купець гільдії Токарєв. Весь його будинок здавався лікарям.
За Радянської влади проспект був перейменований. Він довгий час називався проспектом Тсоавіахіму, а після Німецько-радянської війни — отримав ім'я Антона Павловича Чехова.
До 150-річного ювілею письменника на розі проспекту Чехова і вулиці Пушкінської зведено пам'ятник письменнику роботи київського скульптора Анатолія Скнарина. Так утворився «трикутник російської літератури»: пам'ятник Пушкіну і пам'ятник Чехову — на Пушкінському бульварі — пам'ятник Лермонтову на Ворошиловському проспекті.

## Фотогалерея (Будівлі на проспекті Чехова)

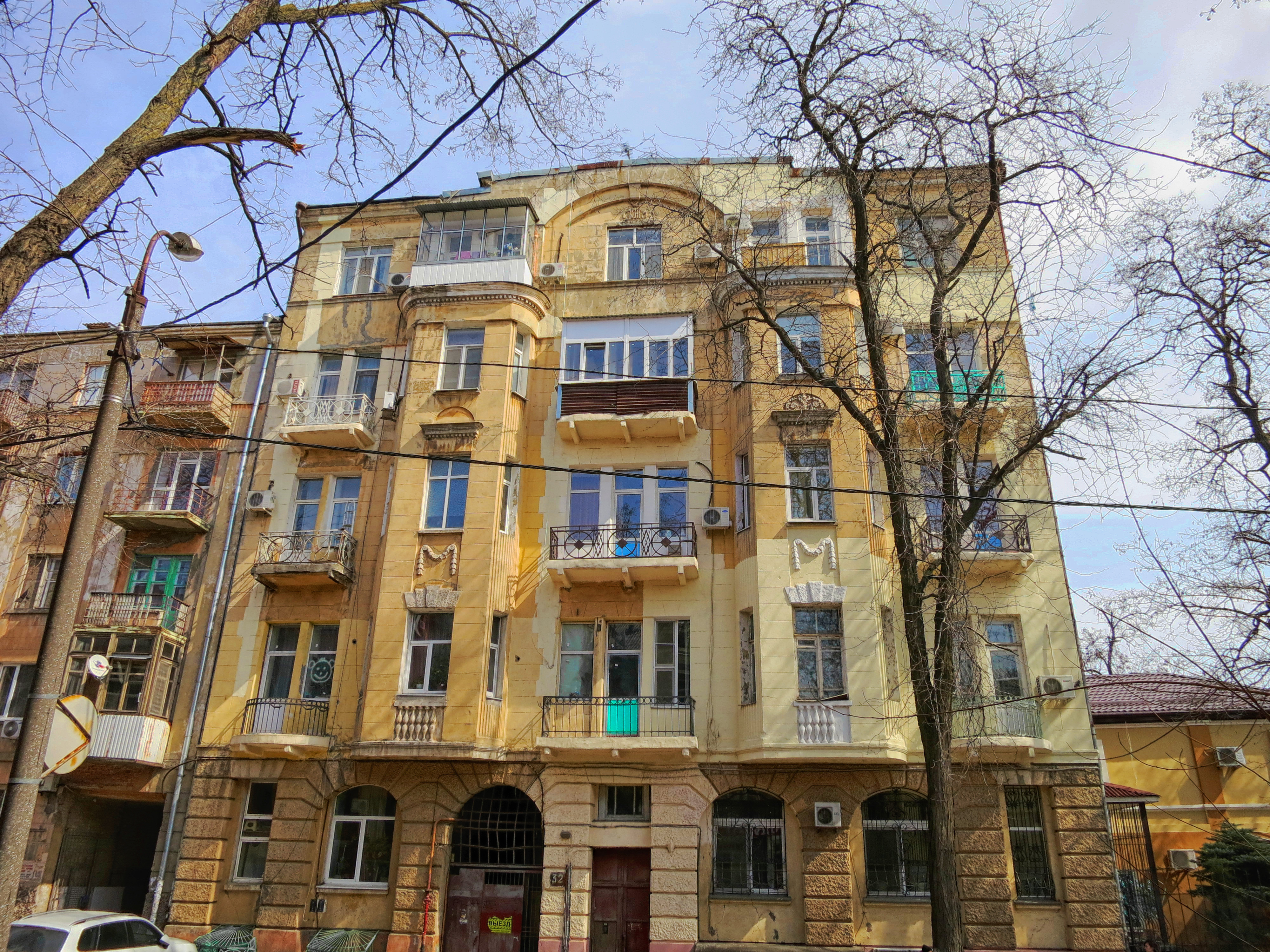
Прибутковий будинок М. І. Мессароша на проспекті Чехова, 32
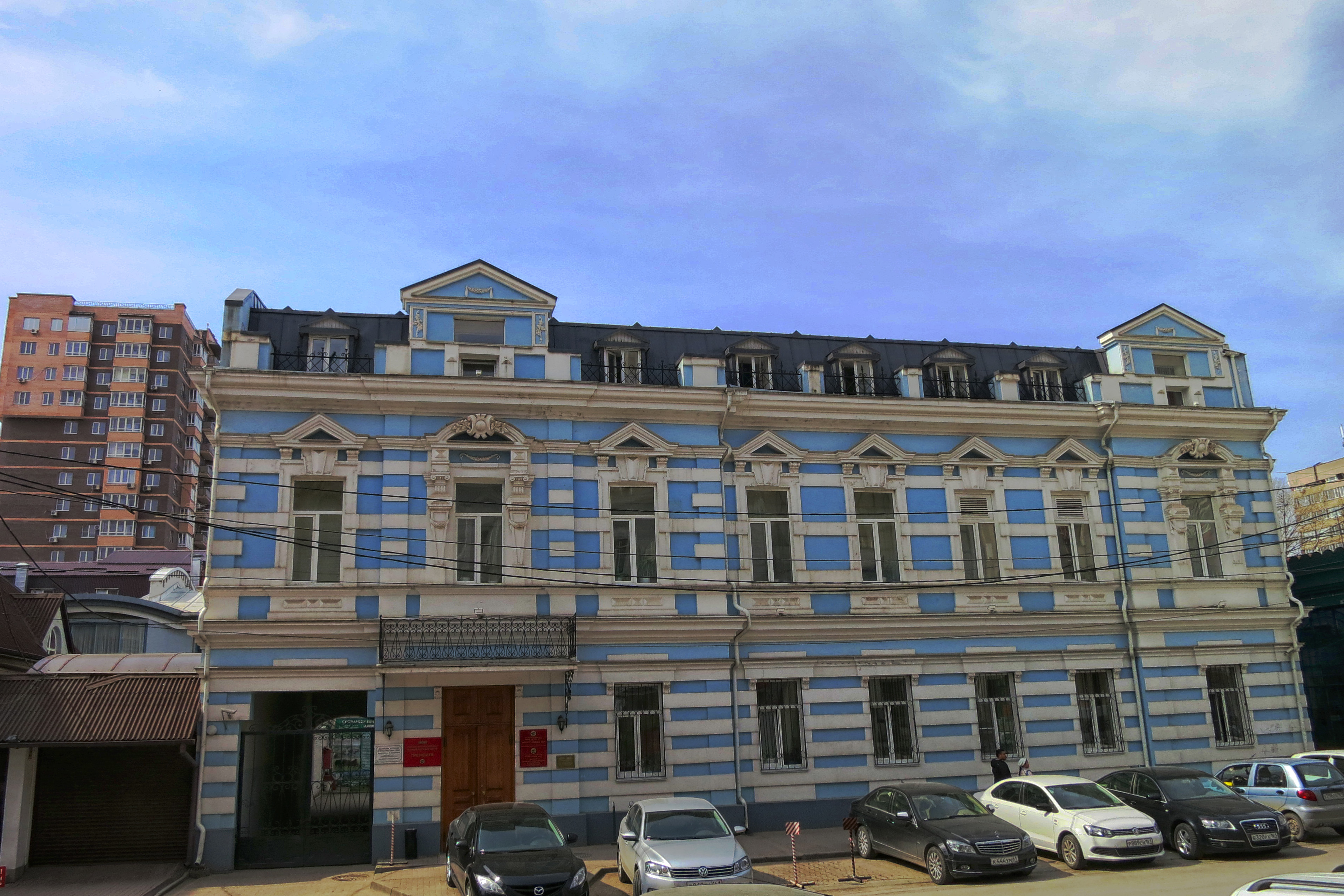
Житловий будинок В. В. Кащенко на проспекті Чехова, 41
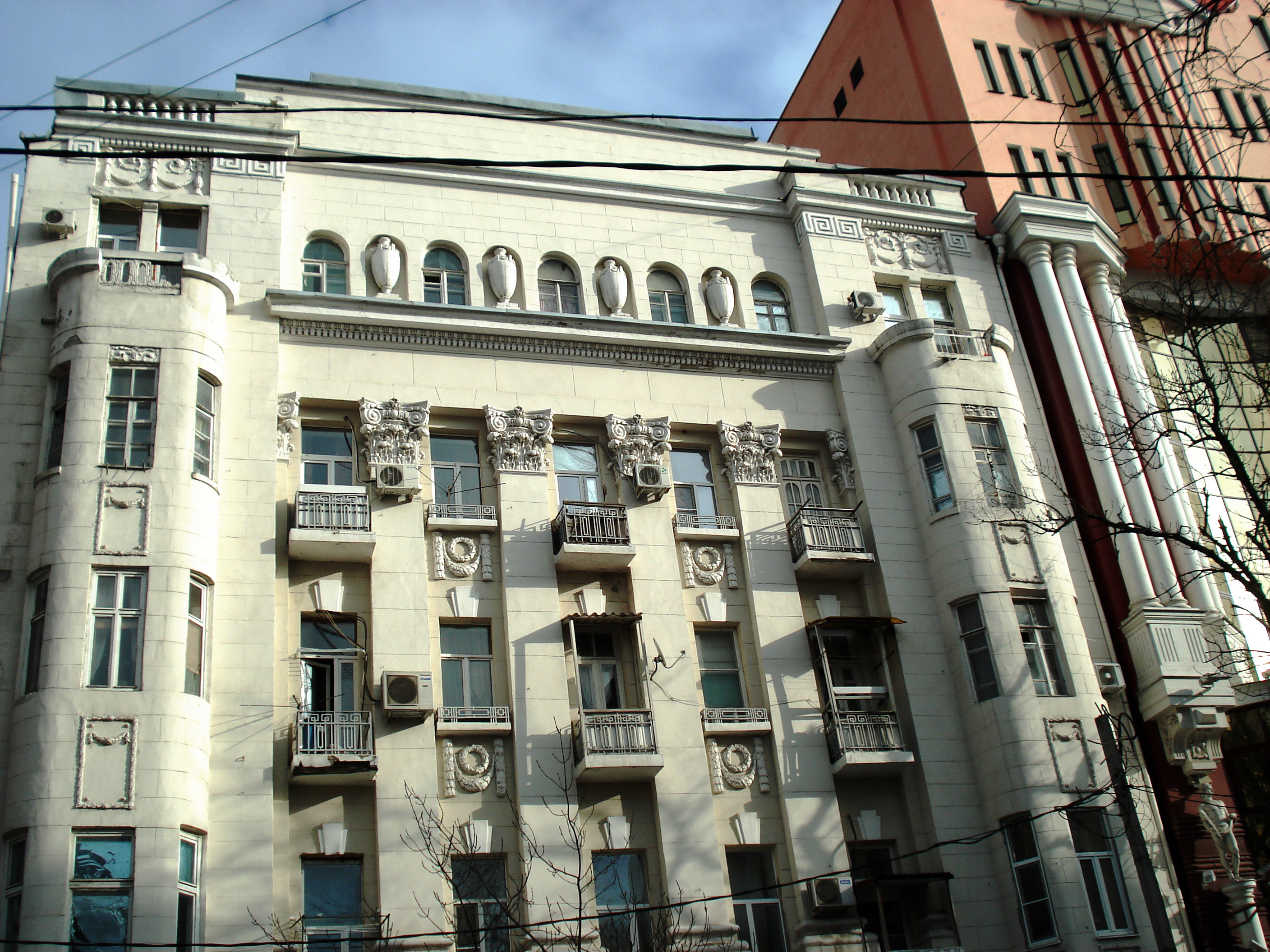
Прибутковий будинок К. І. Шапошникова на проспекті Чехова, 52
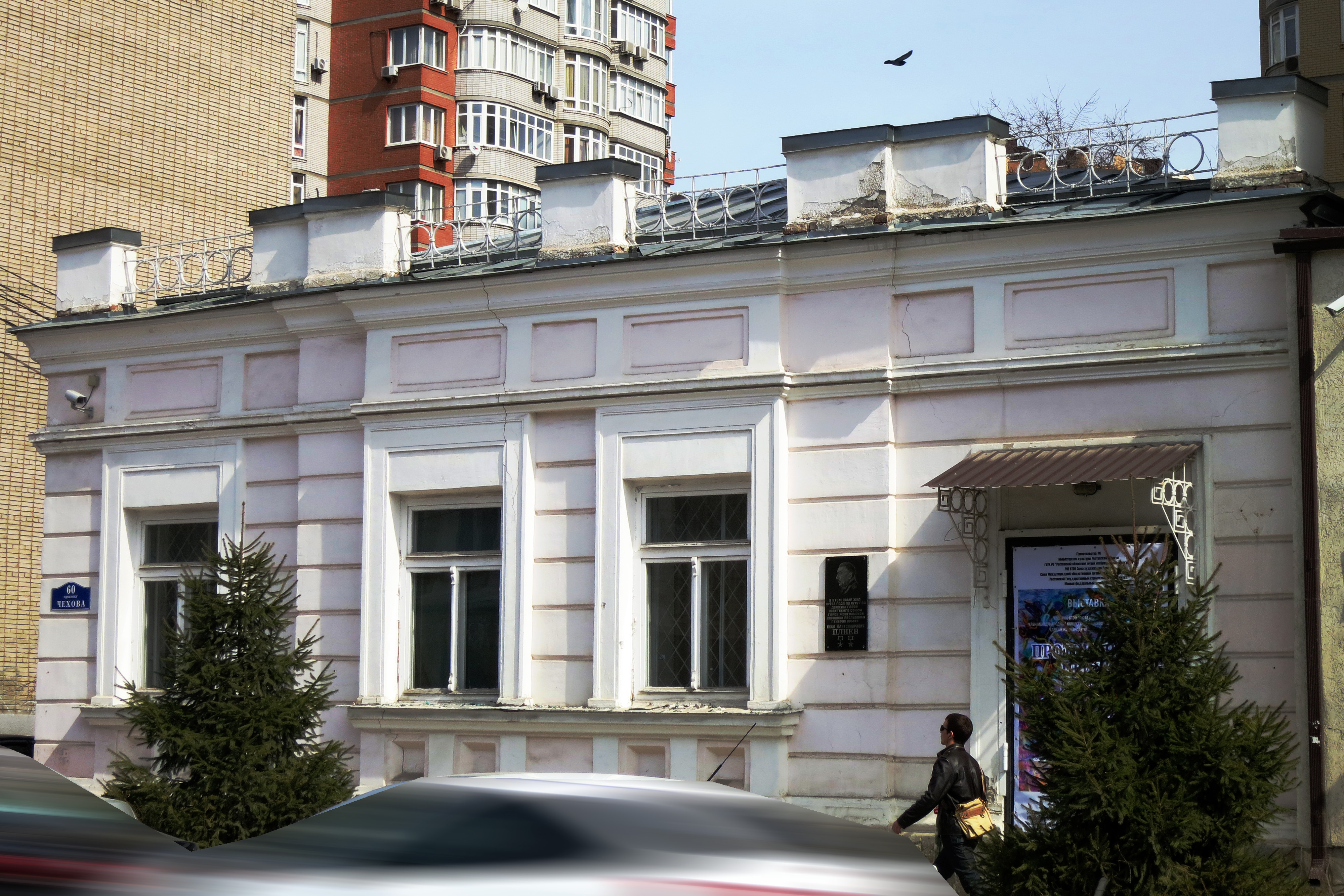
Особняк, в якому жив двічі Герой СРСР І. А. Плієв на проспекті Чехова, 60
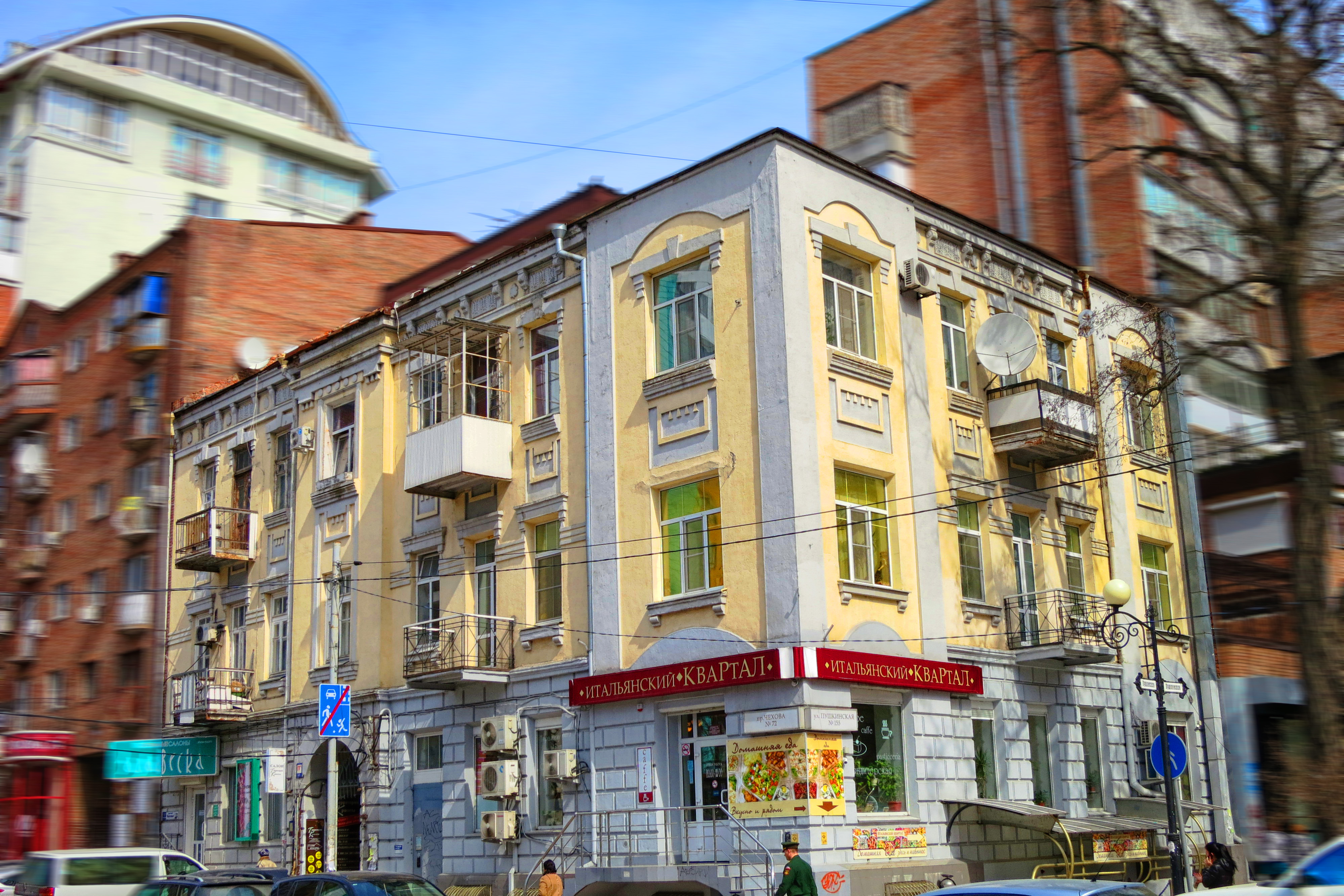
Прибутковий будинок П. І. Livenskogo на проспекті Чехова, 72/155, вулиця Пушкінська
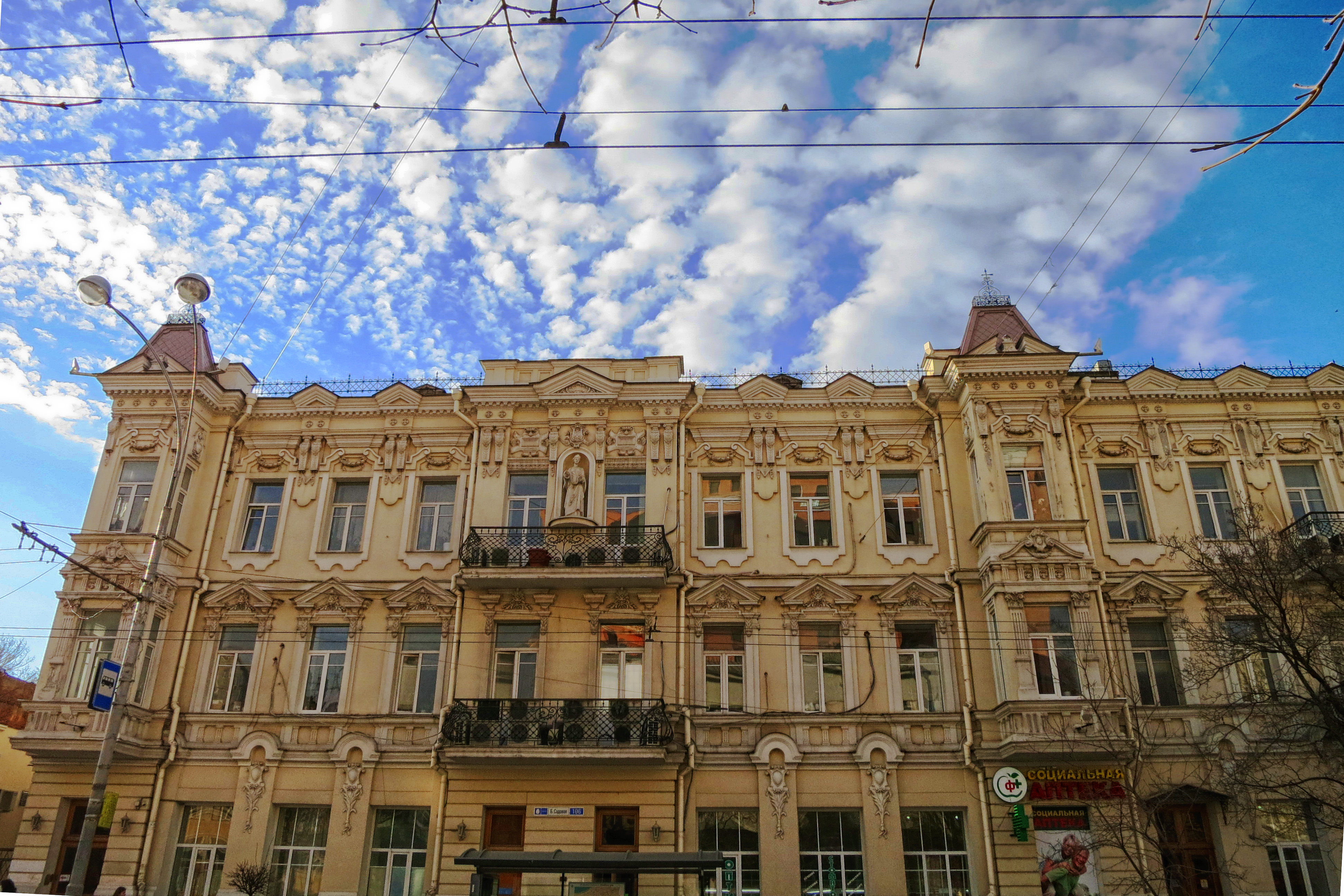
Прибутковий будинок М.І. Токарєва вулиця Велика Садова, 106/46, проспект Чехова